# Sedi titolari cattoliche (D-F)
Questa pagina contiene un elenco tra sedi titolari vescovili e arcivescovili della Chiesa cattolica, ordinate per lettera D, E e F. Oltre al vescovo o arcivescovo titolare, la tabella riporta la regione storica di appartenenza della diocesi, la metropolia di appartenenza (nel caso di diocesi soppresse suffraganee) e, nei casi specifici, la data dalla quale la sede risulta vacante; in alcuni casi la sede titolare è stata soppressa.

I casi in cui la sede sia vescovile, ma il prelato che ne detiene il titolo sia arcivescovo, sono riportati con la dicitura Titolo personale nella colonna del titolo.

## D
| Sede titolare                                 | Sede                  | Regione             | Suffraganea di                         | Titolo                                | Vescovo                          | Note                          |
| --------------------------------------------- | --------------------- | ------------------- | -------------------------------------- | ------------------------------------- | -------------------------------- | ----------------------------- |
| Sede titolare di Dadima                       |                       | Mesopotamia         | Arcidiocesi di Amida                   | Vescovo titolare                      | Vacante                          | vacante dal 30 gennaio 1981   |
| Sede titolare di Dadibra                      | Kastamonu ?           | Paflagonia          | Arcidiocesi di Gangra                  | Vescovo titolare                      | Vacante                          |                               |
| Sede titolare di Dafnusia                     |                       | Bitinia             | Arcidiocesi di Nicomedia               | Vescovo titolare                      | Vacante                          | vacante dal 24 aprile 1967    |
| Sede titolare di Dafnuzio                     |                       | Frigia Salutare     | Arcidiocesi di Sinnada                 | Vescovo titolare                      | Vacante                          |                               |
| Sede titolare di Dagno                        | Vau i Dejës           | Dalmazia Superiore  | Arcidiocesi di Doclea                  | Vescovo titolare                      | Onécimo Alberton                 |                               |
| Sede titolare di Daimlaig                     |                       | Leinster            | Arcidiocesi di Armagh                  | Vescovo titolare                      | Rutilio del Riego Jáñez          |                               |
| Sede titolare di Daldis                       |                       | Lidia               | Arcidiocesi di Sardi                   | Vescovo titolare                      | Vacante                          | vacante dal 6 maggio 1977     |
| Sede titolare di Dalisando di Isauria         |                       | Isauria             | Arcidiocesi di Seleucia                | Vescovo titolare                      | Vacante                          | vacante dal 7 febbraio 1964   |
| Sede titolare di Dalisando di Pamfilia        |                       | Panfilia            | Arcidiocesi di Side                    | Vescovo titolare                      | Vacante                          | vacante dal 24 giugno 2007    |
| Sede titolare di Damasco                      | Damasco               | Fenicia             |                                        | Arcivescovo titolare                  | Vacante                          | vacante dal 26 giugno 1967    |
| Sede titolare di Damiata                      | Damietta              | Augustamnica        | Arcidiocesi di Pelusio                 | Vescovo titolare                      | Vacante                          | vacante dal 31 marzo 1966     |
| Sede titolare di Damiata dei Greco-Melchiti   | Damietta              | Augustamnica        |                                        | Arcivescovo titolare                  | Joseph Jules Zerey               |                               |
| Sede titolare di Danaba                       |                       | Fenicia             | Arcidiocesi di Damasco                 | Vescovo titolare                      | Vacante                          | vacante dal 1º settembre 1964 |
| Sede titolare di Dansara                      |                       | Osroene             |                                        |                                       |                                  | Storica Soppressa             |
| Sede titolare di Daonio                       |                       | Europa              | Arcidiocesi di Eraclea                 | Vescovo titolare                      | Vacante                          | vacante dal 27 ottobre 1986   |
| Sede titolare di Dara                         | Dara                  | Mesopotamia         |                                        | Arcivescovo titolare                  | Vacante                          | vacante dal 18 maggio 1991    |
| Sede titolare di Dara dei Siri                |                       |                     |                                        | Vescovo titolare                      | Flavien Joseph Melki             |                               |
| Sede titolare di Dardano                      |                       | Ellesponto          | Arcidiocesi di Cizico                  | Vescovo titolare                      | Robert Fedek                     |                               |
| Sede titolare di Darni                        | Derna                 | Libia Inferiore     |                                        | Arcivescovo titolare                  | Paul-Mounged El-Hachem           |                               |
| Sede titolare di Dascilio                     |                       | Bitinia             | Arcidiocesi di Nicomedia               | Vescovo titolare                      | Vacante                          | vacante dal 17 gennaio 1978   |
| Sede titolare di Daulia                       | Davleia               | Ellade              | Arcidiocesi di Atene                   | Vescovo titolare                      | Vacante                          | vacante dal 1972              |
| Sede titolare di Dausara                      |                       | Osroene             | Arcidiocesi di Edessa                  | Vescovo titolare                      | Vacante                          | vacante dal 26 dicembre 1969  |
| Sede titolare di Decoriana                    |                       | Bizacena            |                                        | Vescovo titolare                      | Guillermo Antonio Cornejo Monzón |                               |
| Sede titolare di Delco                        |                       | Tracia              | Arcidiocesi di Filippopoli             |                                       |                                  | Storica Soppressa             |
| Sede titolare di Demetriade                   | Demetriade            | Tessalia            | Arcidiocesi di Larissa                 | Vescovo titolare                      | Vacante                          | vacante dal 2 agosto 1979     |
| Sede titolare di Derbe                        | Derbe                 | Licaonia            | Arcidiocesi di Iconio                  | Vescovo titolare                      | Vacante                          | vacante dal 13 novembre 1971  |
| Sede titolare di Derco                        |                       | Europa              |                                        | Arcivescovo titolare                  | Vacante                          | vacante dal 27 novembre 1970  |
| Sede titolare di Deulto                       | rovine presso Yakizli | Emimonto            | Arcidiocesi di Adrianopoli di Emimonto | Vescovo titolare                      | Ernesto José Fernández           |                               |
| Sede titolare di Diana                        | Aïn Zana              | Numidia             |                                        | Vescovo titolare                      | Thomas Löhr                      |                               |
| Sede titolare di Diano                        | Dénia                 | Spagna              | Arcidiocesi di Toledo                  | Vescovo titolare                      | Esteban Escudero Torres          |                               |
| Sede titolare di Dibon                        |                       | Palestina           | Arcidiocesi di Petra                   |                                       |                                  | Storica Soppressa             |
| Sede titolare di Dices                        |                       | Bizacena            |                                        | Vescovo titolare                      | Henryk Ciereszko                 |                               |
| Sede titolare di Diocesarea di Isauria        |                       | Isauria             | Arcidiocesi di Seleucia                | Vescovo titolare                      | Vacante                          | vacante dal 5 maggio 1969     |
| Sede titolare di Diocesarea di Palestina      | Zippori               | Palestina           | Arcidiocesi di Scitopoli               | Vescovo titolare                      | Vacante                          | vacante dal 26 maggio 1964    |
| Sede titolare di Dioclea                      |                       | Frigia Pacaziana    | Arcidiocesi di Laodicea                | Vescovo titolare                      | Vacante                          | vacante dal 12 gennaio 1985   |
| Sede titolare di Diocleziana                  |                       | Dardania            | Arcidiocesi di Skopje                  | Arcivescovo titolare Titolo personale | Wojciech Załuski                 |                               |
| Sede titolare di Dioclezianopoli di Palestina |                       | Palestina           | Arcidiocesi di Cesarea                 | Vescovo titolare                      | Vacante                          | vacante dal 4 dicembre 1965   |
| Sede titolare di Dioclezianopoli di Tebaide   | Qus                   | Tebaide             | Arcidiocesi di Tolemaide di Tebaide    | Vescovo titolare                      | Vacante                          |                               |
| Sede titolare di Dioclezianopoli di Tracia    |                       | Tracia              | Arcidiocesi di Filippopoli             | Vescovo titolare                      | Vacante                          | vacante dal 12 maggio 2006    |
| Sede titolare di Dionisiade                   |                       | Arabia              | Arcidiocesi di Bosra                   | Vescovo titolare                      | Vacante                          | vacante dal 15 novembre 1966  |
| Sede titolare di Dionisiana                   |                       | Bizacena            |                                        | Vescovo titolare                      | Gary Wayne Janak                 |                               |
| Sede titolare di Dionisiopoli                 |                       | Frigia Pacaziana    | Arcidiocesi di Gerapoli di Frigia      | Vescovo titolare                      | Vacante                          | vacante dal 28 gennaio 1983   |
| Sede titolare di Dioshieron                   |                       | Asia                | Arcidiocesi di Efeso                   | Vescovo titolare                      | Vacante                          |                               |
| Sede titolare di Diospoli Inferiore           | Tell el-Balamun       | Egitto              |                                        | Vescovo titolare                      | Vacante                          | vacante dal 15 novembre 1996  |
| Sede titolare di Diospoli di Tracia           | Jambol                | Tracia              | Arcidiocesi di Filippopoli             | Vescovo titolare                      | Vacante                          | vacante dal 29 agosto 1966    |
| Sede titolare di Diospoli Superiore           | Tebe                  | Tebaide             | Arcidiocesi di Tolemaide di Tebaide    | Vescovo titolare                      | Vacante                          | vacante dal 9 gennaio 2007    |
| Sede titolare di Disti                        |                       | Libia Pentapolitana |                                        | Vescovo titolare                      | Vacante                          | vacante dal 6 marzo 1986      |
| Sede titolare di Diu                          | Dion                  | Macedonia           | Arcidiocesi di Tessalonica             | Vescovo titolare                      | Vacante                          | vacante dal 15 marzo 1976     |
| Sede titolare di Doara                        |                       | Cappadocia          | Arcidiocesi di Mocisso                 | Vescovo titolare                      | Vacante                          | vacante dal 25 novembre 1980  |
| Sede titolare di Dobero                       | Doirani               | Macedonia           | Arcidiocesi di Tessalonica             | Vescovo titolare                      | Vacante                          | vacante dal 5 agosto 1971     |
| Sede titolare di Docimio                      |                       | Frigia Salutare     | Arcidiocesi di Amorio                  | Vescovo titolare                      | Vacante                          | vacante dal 14 gennaio 1983   |
| Sede titolare di Doclea                       | Podgorica             | Dalmazia Superiore  |                                        | Arcivescovo titolare                  | Pier Luigi Celata                |                               |
| Sede titolare di Dodona                       | Dodona                | Epiro Vecchio       | Arcidiocesi di Nicopoli                | Vescovo titolare                      | Vacante                          | vacante dal 12 settembre 1983 |
| Sede titolare di Dolia                        | Dolianova             | Sardegna            | Arcidiocesi di Cagliari                | Arcivescovo titolare Titolo personale | Flavio Pace                      |                               |
| Sede titolare di Doliche                      | Gaziantep             | Siria Eufratense    | Arcidiocesi di Gerapoli di Siria       | Vescovo titolare                      | Vacante                          | vacante dall'8 settembre 1997 |
| Sede titolare di Domeziopoli                  |                       | Isauria             | Arcidiocesi di Seleucia                | Vescovo titolare                      | Vacante                          | vacante dal 1965              |
| Sede titolare di Domiziopoli                  |                       | Isauria             | Arcidiocesi di Seleucia Trachea        |                                       |                                  | Storica Soppressa             |
| Sede titolare di Domnach Sechnaill            |                       | Leinster            | Arcidiocesi di Armagh                  | Arcivescovo titolare Titolo personale | Eugene Martin Nugent             |                               |
| Sede titolare di Dora                         | Tantura               | Palestina           | Arcidiocesi di Cesarea                 | Vescovo titolare                      | Vacante                          | vacante dal 4 febbraio 1980   |
| Sede titolare di Dorileo                      | Dorylaeum             | Frigia Salutare     | Arcidiocesi di Sinnada                 | Vescovo titolare                      | Vacante                          | vacante dal 6 dicembre 1972   |
| Sede titolare di Dorostoro                    | Durostorum (Silistra) | Mesia Inferiore     | Arcidiocesi di Marcianopoli            | Vescovo titolare                      | Vacante                          |                               |
| Sede titolare di Dragobizia                   |                       | Macedonia           | Arcidiocesi di Tessalonica             | Vescovo titolare                      | Vacante                          | vacante dal 29 maggio 1830    |
| Sede titolare di Dragonara                    | Dragonara             | Beneventano         | Arcidiocesi di Benevento               | Vescovo titolare                      | Jean Nicolas Rakotojaona         |                               |
| Sede titolare di Drama                        |                       | Tracia              |                                        |                                       |                                  | Storica Soppressa             |
| Sede titolare di Draso                        |                       |                     |                                        |                                       |                                  | Storica Soppressa             |
| Sede titolare di Drivasto                     | Drivasto              | Dalmazia Superiore  | Arcidiocesi di Doclea                  | Vescovo titolare                      | Paul Tighe                       |                               |
| Sede titolare di Drizipara                    |                       | Europa              |                                        | Arcivescovo titolare                  | Vacante                          | vacante dal 23 novembre 1967  |
| Sede titolare di Drua                         |                       | Bizacena            |                                        | Vescovo titolare                      | John Joseph Jenik                |                               |
| Sede titolare di Drusiliana                   |                       | Proconsolare        | Arcidiocesi di Cartagine               | Vescovo titolare                      | Josyf Miljan                     |                               |
| Sede titolare di Drusipara                    |                       | Tracia              | Arcidiocesi di Eraclea                 |                                       |                                  | Storica Soppressa             |
| Sede titolare di Dulcigno                     | Dulcigno              | Dalmazia Superiore  | Arcidiocesi di Doclea                  | Vescovo titolare                      | Maciej Małyga                    |                               |
| Sede titolare di Dulma                        |                       |                     |                                        |                                       |                                  | Storica Soppressa             |
| Sede titolare di Dumio                        | Dumio                 | Portogallo          | Arcidiocesi di Braga                   | Vescovo titolare                      | Delfim Jorge Esteves Gomes       |                               |
| Sede titolare di Dura                         |                       | Bizacena            |                                        | Vescovo titolare                      | Allwyn D'Silva                   |                               |
| Sede titolare di Dusa                         |                       | Numidia             |                                        | Vescovo titolare                      | Franco Agnesi                    |                               |

## E
| Sede titolare                                         | Sede                     | Regione               | Suffraganea di                            | Titolo                                | Vescovo                            | Note                          |
| ----------------------------------------------------- | ------------------------ | --------------------- | ----------------------------------------- | ------------------------------------- | ---------------------------------- | ----------------------------- |
| Sede titolare di Eanach Dúin                          |                          | Connaught             | Arcidiocesi di Tuam                       | Vescovo titolare                      | Octavio Cisneros                   |                               |
| Sede titolare di Ebron                                | Ebron                    | Palestina             | Arcidiocesi di Cesarea                    | Vescovo titolare                      | Vacante                            | vacante dal 15 settembre 1968 |
| Sede titolare di Eca                                  | Eca                      | Puglia                |                                           | Vescovo titolare                      | Paweł Stobrawa                     |                               |
| Sede titolare di Ecdaumava                            |                          | Licaonia              | Arcidiocesi di Iconio                     | Vescovo titolare                      | Vacante                            |                               |
| Sede titolare di Echino                               | Echinaio                 | Tessalia              | Arcidiocesi di Larissa                    | Vescovo titolare                      | Vacante                            | vacante dal 15 novembre 1966  |
| Sede titolare di Eclano                               | Eclano                   | Campania              |                                           | Arcivescovo titolare Titolo personale | Nicolas Henry Marie Denis Thévenin |                               |
| Sede titolare di Ecsalo                               |                          | Palestina             | Arcidiocesi di Scitopoli                  | Vescovo titolare                      | Vacante                            |                               |
| Sede titolare di Edessa di Macedonia                  | Edessa                   | Macedonia             | Arcidiocesi di Tessalonica                | Vescovo titolare                      | Vacante                            | vacante dal 13 dicembre 1975  |
| Sede titolare di Edessa di Osroene                    | Edessa                   | Osroene               |                                           | Arcivescovo titolare                  | Vacante                            | vacante dal 28 ottobre 1969   |
| Sede titolare di Edessa di Osroene dei Greco-Melchiti | Edessa                   | Osroene               |                                           | Arcivescovo titolare                  | Vacante                            | vacante dal 29 aprile 2011    |
| Sede titolare di Edessa di Osroene dei Siri           | Edessa                   | Osroene               |                                           | Arcivescovo titolare                  | Vacante                            | vacante dal 15 ottobre 1993   |
| Sede titolare di Edistiana                            |                          | Bizacena              |                                           | Vescovo titolare                      | Johannes Kreidler                  |                               |
| Sede titolare di Efeso                                | Efeso                    | Asia                  |                                           | Arcivescovo titolare                  | Vacante                            | vacante dal 22 maggio 1992    |
| Sede titolare di Efesto                               |                          | Augustamnica          | Arcidiocesi di Pelusio                    | Vescovo titolare                      | Vacante                            | vacante dal 25 novembre 1977  |
| Sede titolare di Egabro                               | Cabra                    | Spagna                | Arcidiocesi di Siviglia                   | Vescovo titolare                      | Ramón Darío Valdivia Jiménez       |                               |
| Sede titolare di Egara                                | Terrassa                 | Spagna                | Arcidiocesi di Tarragona                  | Vescovo titolare                      | Luis Miguel Romero Fernández       |                               |
| Sede titolare di Egnazia                              |                          | Bizacena              |                                           | Vescovo titolare                      | Vacante                            | vacante dal 24 ottobre 2020   |
| Sede titolare di Egnazia Appula                       | Egnazia                  | Puglia                | Arcidiocesi di Bari                       | Arcivescovo titolare Titolo personale | Nicolas Girasoli                   |                               |
| Sede titolare di Ege                                  | Ege (Aigai)              | Asia                  | Arcidiocesi di Efeso                      | Vescovo titolare                      | Vacante                            | vacante dal 26 maggio 1978    |
| Sede titolare di Egee                                 | Laiazzo                  | Cilicia               | Arcidiocesi di Anazarbo                   | Vescovo titolare                      | Vacante                            | vacante dal 31 gennaio 1967   |
| Sede titolare di Egina                                | Egina                    | Ellade                |                                           | Arcivescovo titolare                  | Vacante                            | vacante dal 29 settembre 1990 |
| Sede titolare di Eguga                                |                          | Proconsolare          | Arcidiocesi di Cartagine                  | Vescovo titolare                      | Sergio Iván Dornelles              |                               |
| Sede titolare di Ela                                  | Aqaba                    | Palestina             | Arcidiocesi di Petra                      | Vescovo titolare                      | Vacante                            | vacante dal 27 novembre 1978  |
| Sede titolare di Elatea                               | Amflikeia-Elateia        | Ellade                | Arcidiocesi di Atene                      | Vescovo titolare                      | Vacante                            | vacante dal 26 maggio 1981    |
| Sede titolare di Elea                                 |                          | Asia                  | Arcidiocesi di Efeso                      | Vescovo titolare                      | Vacante                            | vacante dal 5 novembre 1966   |
| Sede titolare di Elearchia                            |                          | Egitto                |                                           |                                       |                                    | Storica Soppressa             |
| Sede titolare di Elefantaria di Mauritania            |                          | Mauritania Cesariense |                                           | Vescovo titolare                      | Matthew Kwang-Hee Choi             |                               |
| Sede titolare di Elefantaria di Proconsolare          |                          | Proconsolare          | Arcidiocesi di Cartagine                  | Vescovo titolare                      | António Lungieki Pedro Bengui      |                               |
| Sede titolare di Elenopoli di Bitinia                 | Elenopoli                | Bitinia               | Arcidiocesi di Nicomedia                  | Vescovo titolare                      | Vacante                            | vacante dal 6 febbraio 1967   |
| Sede titolare di Elenopoli di Palestina               |                          | Palestina             | Arcidiocesi di Scitopoli                  | Vescovo titolare                      | Vacante                            | vacante dal 30 maggio 1990    |
| Sede titolare di Elepla                               | Niebla                   | Spagna                | Arcidiocesi di Siviglia                   | Vescovo titolare                      | Vacante                            | vacante dal 3 dicembre 2024   |
| Sede titolare di Eleuterna                            |                          | Creta                 | Arcidiocesi di Gortina                    | Vescovo titolare                      | Vacante                            | vacante dall'11 maggio 1969   |
| Sede titolare di Eleuteropoli di Macedonia            |                          | Macedonia             | Arcidiocesi di Filippi                    | Vescovo titolare                      | Vacante                            |                               |
| Sede titolare di Eleuteropoli di Palestina            | Eleutheropolis           | Palestina             | Arcidiocesi di Cesarea                    | Vescovo titolare                      | Vacante                            | vacante dal 15 novembre 1966  |
| Sede titolare di Elicroca                             | Lorca                    | Spagna                | Arcidiocesi di Toledo                     | Vescovo titolare                      | Matthias König                     |                               |
| Sede titolare di Elide                                | Elis                     | Peloponneso           | Arcidiocesi di Patrasso                   | Vescovo titolare                      | Vacante                            | vacante dal 23 maggio 1987    |
| Sede titolare di Elie                                 |                          | Bizacena              |                                           | Vescovo titolare                      | Ricardo Augusto Rodríguez Álvarez  |                               |
| Sede titolare di Eliopoli di Augustamnica             | Eliopoli                 | Augustamnica          | Arcidiocesi di Leontopoli di Augustamnica | Vescovo titolare                      | Vacante                            | vacante dal 12 ottobre 1860   |
| Sede titolare di Eliopoli di Fenicia                  | Baalbek                  | Fenicia               |                                           | Arcivescovo titolare                  | Vacante                            | vacante dal 23 agosto 1965    |
| Sede titolare di Eliosebaste                          | Ayaş                     | Isauria               | Arcidiocesi di Seleucia                   | Vescovo titolare                      | Vacante                            | vacante dal 1º luglio 1972    |
| Sede titolare di Elmhama                              | North Elmham             | Inghilterra           | Arcidiocesi di Canterbury                 | Vescovo titolare                      | Eamonn Oliver Walsh                |                               |
| Sede titolare di Elo                                  |                          | Peloponneso           | Arcidiocesi di Corinto                    | Vescovo titolare                      | Vacante                            | vacante dal 13 gennaio 1971   |
| Sede titolare di Elo                                  | Montealegre del Castillo | Spagna                | Arcidiocesi di Toledo                     | Vescovo titolare                      | Andrés Carrascosa Coso             |                               |
| Sede titolare di Elusa                                |                          | Palestina             | Arcidiocesi di Petra                      | Vescovo titolare                      | Vacante                            | vacante dal 28 luglio 1964    |
| Sede titolare di Eluza                                |                          | Frigia Pacaziana      | Arcidiocesi di Laodicea                   | Vescovo titolare                      | Vacante                            | vacante dal 6 settembre 1967  |
| Sede titolare di Elvas                                | Elvas                    | Portogallo            | Arcidiocesi di Évora                      | Vescovo titolare                      | Darley José Kummer                 |                               |
| Sede titolare di Emeria                               |                          | Osroene               | Arcidiocesi di Edessa                     | Vescovo titolare                      | Vacante                            | vacante dal 30 gennaio 1965   |
| Sede titolare di Emesa                                | Homs                     | Fenicia               |                                           | Arcivescovo titolare                  | Vacante                            | vacante dal 12 ottobre 1970   |
| Sede titolare di Eminenziana                          |                          | Mauritania Sitifense  |                                           | Vescovo titolare                      | Seyoum Franso Noel                 |                               |
| Sede titolare di Emmaus                               | Emmaus                   | Palestina             | Arcidiocesi di Cesarea                    | Vescovo titolare                      | Giacinto-Boulos Marcuzzo           |                               |
| Sede titolare di Empúries                             | Empúries                 | Spagna                | Arcidiocesi di Tarragona                  | Vescovo titolare                      | Javier Vilanova Pellisa            | istituita nel 2018            |
| Sede titolare di Enera                                |                          | Africa                |                                           | Vescovo titolare                      | Tomás González González            |                               |
| Sede titolare di Eno                                  | Enez                     | Rodope                |                                           | Arcivescovo titolare                  | Vacante                            | vacante dal 6 giugno 1971     |
| Sede titolare di Enoanda                              |                          | Licia                 | Arcidiocesi di Mira                       | Vescovo titolare                      | Vacante                            | vacante dal 18 dicembre 1965  |
| Sede titolare di Entrevaux                            | Entrevaux                | Francia               | Arcidiocesi di Embrun                     | Vescovo titolare                      | Jean Laffitte                      |                               |
| Sede titolare di Epidaurum                            | Ragusa Vecchia           |                       |                                           | Vescovo titolare                      | Mijo Gorski                        |                               |
| Sede titolare di Epifania di Cilicia                  |                          | Cilicia               | Arcidiocesi di Anazarbo                   | Vescovo titolare                      | Vacante                            | vacante dal 29 settembre 1971 |
| Sede titolare di Epifania di Siria                    | Hama                     | Siria                 | Arcidiocesi di Apamea di Siria            | Vescovo titolare                      | Vacante                            | vacante dal 29 settembre 1990 |
| Sede titolare di Equilio                              | Jesolo                   | Veneto                |                                           | Arcivescovo titolare Titolo personale | Luigi Ventura                      |                               |
| Sede titolare di Equizeto                             |                          | Mauritania Sitifense  |                                           | Vescovo titolare                      | Santo Loku Pio Doggale             |                               |
| Sede titolare di Eraclea                              | Eraclea                  | Veneto                | Patriarcato di Aquileia                   | Vescovo titolare                      | Enrico dal Covolo                  |                               |
| Sede titolare di Eraclea al Latmo                     |                          | Caria                 | Arcidiocesi di Stauropoli                 | Vescovo titolare                      | Vacante                            |                               |
| Sede titolare di Eraclea di Europa                    |                          | Europa                |                                           | Arcivescovo titolare                  | Vacante                            | vacante dal 4 aprile 1986     |
| Sede titolare di Eraclea di Pelagonia                 | Bitola                   | Macedonia             | Arcidiocesi di Tessalonica                | Vescovo titolare                      | Vacante                            |                               |
| Sede titolare di Eraclea Pontica                      | Eraclea Pontica          | Onoriade              | Arcidiocesi di Claudiopoli                | Vescovo titolare                      | Vacante                            | vacante dal 2 maggio 2023     |
| Sede titolare di Eraclea Salbace                      |                          | Caria                 | Arcidiocesi di Stauropoli                 | Vescovo titolare                      | Vacante                            |                               |
| Sede titolare di Eracleopoli Maggiore                 | Eracleopoli              | Arcadia               | Arcidiocesi di Ossirinco                  | Vescovo titolare                      | Vacante                            | vacante dal 5 marzo 1973      |
| Sede titolare di Erdonia                              | Erdonia                  | Puglia                |                                           | Vescovo titolare                      | Gerardo Joseph Colacicco           |                               |
| Sede titolare di Eresso                               | Ereso                    | Lesbo                 | Arcidiocesi di Mitilene                   | Vescovo titolare                      | Vacante                            | vacante dal 26 settembre 1997 |
| Sede titolare di Eritre                               | Eritre                   | Asia                  | Arcidiocesi di Efeso                      | Vescovo titolare                      | Vacante                            | vacante dal 7 luglio 1964     |
| Sede titolare di Eritro                               |                          | Libia Pentapolitana   |                                           | Vescovo titolare                      | Vacante                            | vacante dal 22 gennaio 1969   |
| Sede titolare di Eriza                                |                          | Caria                 | Arcidiocesi di Stauropoli                 | Vescovo titolare                      | Vacante                            | vacante dall'11 luglio 1961   |
| Sede titolare di Ermiana                              |                          | Bizacena              |                                           | Vescovo titolare                      | Adenis Roberto de Oliveira         |                               |
| Sede titolare di Ermocapelia                          |                          | Lidia                 | Arcidiocesi di Sardi                      | Vescovo titolare                      | Vacante                            |                               |
| Sede titolare di Ermontis                             | Ermonti                  | Tebaide               | Arcidiocesi di Tolemaide di Tebaide       | Vescovo titolare                      | Vacante                            | vacante dal 16 novembre 2003  |
| Sede titolare di Ermopoli Maggiore                    | Ermopoli                 | Tebaide               | Arcidiocesi di Antinoe                    |                                       |                                    | Storica Soppressa             |
| Sede titolare di Ermopoli Minore                      | Damanhur                 | Egitto                | Arcidiocesi di Alessandria                | Vescovo titolare                      | Vacante                            | vacante dal 18 ottobre 1968   |
| Sede titolare di Erra                                 |                          | Arabia                | Arcidiocesi di Bosra                      | Vescovo titolare                      | Vacante                            |                               |
| Sede titolare di Erzerum degli Armeni                 | Erzurum                  |                       |                                           | Vescovo titolare                      | Vacante                            |                               |
| Sede titolare di Esamilio                             |                          | Europa                | Arcidiocesi di Eraclea                    | Vescovo titolare                      | Vacante                            |                               |
| Sede titolare di Esbo                                 |                          | Arabia                | Arcidiocesi di Bosra                      | Vescovo titolare                      | Vacante                            | vacante dal 22 novembre 1970  |
| Sede titolare di Esbon                                |                          | Arabia                | Arcidiocesi di Bosra                      |                                       |                                    | Storica Soppressa             |
| Sede titolare di Esco                                 | Oescus                   | Dacia Ripense         | Arcidiocesi di Raziaria                   | Vescovo titolare                      | Tonito Francisco Xavier Muananoua  |                               |
| Sede titolare di Etalonia                             |                          | Celesiria             | Arcidiocesi di Bosra                      |                                       |                                    | Storica Soppressa             |
| Sede titolare di Etenna                               |                          | Panfilia              | Arcidiocesi di Side                       | Vescovo titolare                      | Vacante                            | vacante dal 28 agosto 1964    |
| Sede titolare di Euaza                                |                          | Asia                  | Arcidiocesi di Efeso                      | Vescovo titolare                      | Vacante                            |                               |
| Sede titolare di Eucarpia                             |                          | Frigia Salutare       | Arcidiocesi di Sinnada                    | Vescovo titolare                      | Vacante                            | vacante dal 20 marzo 1978     |
| Sede titolare di Eucaita                              |                          | Elenoponto            |                                           | Arcivescovo titolare                  | Vacante                            | vacante dal 28 giugno 1972    |
| Sede titolare di Eudocia                              |                          | Licia                 | Arcidiocesi di Mira                       | Vescovo titolare                      | Vacante                            | vacante dal 3 febbraio 1999   |
| Sede titolare di Eudociade                            |                          | Panfilia              | Arcidiocesi di Perge                      | Vescovo titolare                      | Vacante                            |                               |
| Sede titolare di Eudossiade                           |                          | Galazia               | Arcidiocesi di Pessinonte                 | Vescovo titolare                      | Vacante                            | vacante dal 16 novembre 1994  |
| Sede titolare di Eumenia                              |                          | Frigia Pacaziana      | Arcidiocesi di Laodicea                   | Vescovo titolare                      | Vacante                            | vacante dal 20 dicembre 2001  |
| Sede titolare di Eurea di Epiro                       | Paramythia               | Epiro Vecchio         | Arcidiocesi di Nicopoli                   | Vescovo titolare                      | Vacante                            | vacante dal 3 agosto 1965     |
| Sede titolare di Eurea di Fenicia                     | Huwwarin                 | Fenicia               | Arcidiocesi di Damasco                    | Vescovo titolare                      | Vacante                            | vacante dal 14 gennaio 1976   |
| Sede titolare di Europo                               | Doura Europos            | Siria Eufratense      | Arcidiocesi di Gerapoli di Siria          | Vescovo titolare                      | Vacante                            | vacante dal 13 maggio 1948    |
| Sede titolare di Eutime                               |                          | Arabia                | Arcidiocesi di Bosra                      | Vescovo titolare                      | Vacante                            | vacante dal 6 marzo 1966      |
| Sede titolare di Ezani                                | Çavdarhisar              | Frigia Pacaziana      | Arcidiocesi di Gerapoli di Frigia         | Vescovo titolare                      | Vacante                            | vacante dal 10 agosto 1974    |
| Sede titolare di Ezero                                |                          | Tessalia              | Arcidiocesi di Larissa                    | Vescovo titolare                      | Vacante                            | vacante dal 6 luglio 1957     |

## F
| Sede titolare                          | Sede                   | Regione               | Suffraganea di                            | Titolo                                | Vescovo                          | Note                         |
| -------------------------------------- | ---------------------- | --------------------- | ----------------------------------------- | ------------------------------------- | -------------------------------- | ---------------------------- |
| Sede titolare di Facusa                |                        | Augustamnica          | Arcidiocesi di Pelusio                    | Vescovo titolare                      | Vacante                          | vacante dal 20 gennaio 1984  |
| Sede titolare di Faleri                | Faleri                 | Lazio                 |                                           | Arcivescovo titolare Titolo personale | Adriano Bernardini               |                              |
| Sede titolare di Falerone              | Falerone               | Piceno                |                                           | Arcivescovo titolare Titolo personale | Luigi Bianco                     |                              |
| Sede titolare di Fallaba               |                        | Mauritania Cesariense |                                           | Vescovo titolare                      | José María García Maldonado      |                              |
| Sede titolare di Famagosta             | Famagosta              | Cipro                 | Arcidiocesi di Salamina                   | Vescovo titolare                      | Vacante                          | vacante dal 1º aprile 1974   |
| Sede titolare di Faran                 |                        | Palestina             | Arcidiocesi di Petra                      | Vescovo titolare                      | Vacante                          | vacante dal 14 gennaio 1976  |
| Sede titolare di Farbeto               |                        | Augustamnica          | Arcidiocesi di Leontopoli di Augustamnica | Vescovo titolare                      | Vacante                          | vacante dal 25 giugno 1986   |
| Sede titolare di Farsalo               | Farsala                | Tessalia              | Arcidiocesi di Larissa                    | Vescovo titolare                      | Vacante                          | vacante dal 22 luglio 1972   |
| Sede titolare di Faseli                |                        | Licia                 | Arcidiocesi di Mira                       | Vescovo titolare                      | Vacante                          | vacante dal 27 luglio 1970   |
| Sede titolare di Fasi                  | Fasi                   | Lazica                |                                           | Arcivescovo titolare                  | Vacante                          | vacante dal 28 maggio 1976   |
| Sede titolare di Fata                  |                        | Numidia               |                                           | Vescovo titolare                      | Alcivan Tadeus Gomes de Araújo   |                              |
| Sede titolare di Fatano                |                        | Egitto                | Arcidiocesi di Alessandria                | Vescovo titolare                      | Vacante                          | vacante dal 26 marzo 1965    |
| Sede titolare di Faustinopoli          |                        | Cappadocia            | Arcidiocesi di Tiana                      | Vescovo titolare                      | Vacante                          | vacante dal 16 marzo 1973    |
| Sede titolare di Febiana               |                        | Bizacena              |                                           | Vescovo titolare                      | Ramón Benito Ángeles Fernández   |                              |
| Sede titolare di Felbes                | Bilbeis                | Augustamnica          | Arcidiocesi di Leontopoli di Augustamnica | Vescovo titolare                      | Ángel Maximiliano Ordóñez Sigcho |                              |
| Sede titolare di Fello                 |                        | Licia                 | Arcidiocesi di Mira                       | Vescovo titolare                      | Vacante                          |                              |
| Sede titolare di Fena                  |                        | Arabia                | Arcidiocesi di Bosra                      | Vescovo titolare                      | Vacante                          | vacante dal 12 luglio 2019   |
| Sede titolare di Fenice                | Fenice                 | Epiro Vecchio         | Arcidiocesi di Nicopoli                   | Vescovo titolare                      | Vacante                          | vacante dal 20 maggio 2024   |
| Sede titolare di Feno                  |                        | Palestina             | Arcidiocesi di Petra                      | Vescovo titolare                      | Vacante                          |                              |
| Sede titolare di Feradi Maggiore       |                        | Bizacena              |                                           | Vescovo titolare                      | Giovanni Luca Raimondi           |                              |
| Sede titolare di Feradi Minore         |                        | Bizacena              |                                           | Vescovo titolare                      | José Roberto dos Reis            |                              |
| Sede titolare di Ferento               | Ferento                | Lazio                 |                                           | Arcivescovo titolare Titolo personale | Antonio Mennini                  |                              |
| Sede titolare di Fes                   |                        | Marocco               |                                           | Vescovo titolare                      |                                  | Storica Soppressa            |
| Sede titolare di Fessei                |                        | Numidia               |                                           | Vescovo titolare                      | John Kobina Louis                |                              |
| Sede titolare di Fico                  |                        | Mauritania Sitifense  |                                           | Vescovo titolare                      | Angelo Pagano                    |                              |
| Sede titolare di Fidene                | Fidene                 | Lazio                 |                                           | Arcivescovo titolare Titolo personale | Giacinto Berloco                 |                              |
| Sede titolare di Fidoloma              |                        | Mauritania Cesariense |                                           | Vescovo titolare                      | Fernando Bascopé Müller          |                              |
| Sede titolare di Filaca                |                        | Bizacena              |                                           | Vescovo titolare                      | Tulio Omar Pérez Rivera          |                              |
| Sede titolare di Filadelfia di Arabia  | Amman                  | Arabia                | Arcidiocesi di Bosra                      | Vescovo titolare                      | Vacante                          | vacante dal 4 maggio 1995    |
| Sede titolare di Filadelfia di Lidia   | Alaşehir               | Lidia                 | Arcidiocesi di Sardi                      | Vescovo titolare                      | Vacante                          | vacante dal 26 novembre 1970 |
| Sede titolare di Filadelfia Minore     |                        | Isauria               | Arcidiocesi di Seleucia                   | Vescovo titolare                      | Vacante                          | vacante dal 30 dicembre 1968 |
| Sede titolare di File                  | File                   | Tebaide               | Arcidiocesi di Tolemaide di Tebaide       | Vescovo titolare                      | Vacante                          | vacante dal 5 novembre 1965  |
| Sede titolare di Filippi               | Filippi                | Macedonia             |                                           | Arcivescovo titolare                  | Vacante                          | vacante dall'11 gennaio 1968 |
| Sede titolare di Filippopoli di Arabia | Shahba                 | Arabia                | Arcidiocesi di Bosra                      | Vescovo titolare                      | Vacante                          | vacante dal 10 agosto 1963   |
| Sede titolare di Filippopoli di Tracia | Plovdiv                | Tracia                |                                           | Arcivescovo titolare                  | Vacante                          | vacante dal 1º aprile 1967   |
| Sede titolare di Filomelio             | Akşehir                | Frigia Salutare       | Arcidiocesi di Amorio                     | Vescovo titolare                      | Vacante                          | vacante dal 23 maggio 1966   |
| Sede titolare di Fiorentino            | Fiorentino             | Beneventano           | Arcidiocesi di Benevento                  | Arcivescovo titolare Titolo personale | Ignazio Ceffalia                 |                              |
| Sede titolare di Fissiana              |                        | Bizacena              |                                           | Vescovo titolare                      | Alejandro Daniel Pardo           |                              |
| Sede titolare di Fitea                 |                        | Frigia Salutare       | Arcidiocesi di Sinnada                    | Vescovo titolare                      | Vacante                          | vacante dal 22 novembre 2000 |
| Sede titolare di Fiumepiscense         |                        | Mauritania Sitifense  |                                           | Vescovo titolare                      | Reinhard Hauke                   |                              |
| Sede titolare di Flaviade              | Kozan                  | Cilicia               | Arcidiocesi di Anazarbo                   | Vescovo titolare                      | Vacante                          | vacante dal 20 agosto 1969   |
| Sede titolare di Flaviopoli            |                        | Onoriade              | Arcidiocesi di Claudiopoli                |                                       |                                  | Storica Soppressa            |
| Sede titolare di Flenucleta            |                        | Mauritania Cesariense |                                           | Vescovo titolare                      | Nil Jurij Luščak                 |                              |
| Sede titolare di Floriana              |                        | Mauritania Cesariense |                                           | Arcivescovo titolare Titolo personale | George George Panamthundil       |                              |
| Sede titolare di Flumenzer             |                        | Mauritania Cesariense |                                           | Vescovo titolare                      | Moses Chikwe                     |                              |
| Sede titolare di Foba                  |                        | Frigia Pacaziana      | Arcidiocesi di Gerapoli di Frigia         | Vescovo titolare                      | Vacante                          | vacante dal 19 novembre 1987 |
| Sede titolare di Focea                 |                        | Asia                  | Arcidiocesi di Smirne                     | Vescovo titolare                      | Vacante                          | vacante dal 7 gennaio 1965   |
| Sede titolare di Fondi                 | Fondi                  | Lazio                 |                                           | Vescovo titolare                      | Giuseppe Sciacca                 |                              |
| Sede titolare di Foraziana             |                        | Bizacena              |                                           | Vescovo titolare                      | Giovanni Pietro Dal Toso         |                              |
| Sede titolare di Forconio              | Civita di Bagno        | Abruzzo               |                                           | Vescovo titolare                      | Robert Józef Chrząszcz           |                              |
| Sede titolare di Fordongianus          | Fordongianus           | Sardegna              |                                           | Vescovo titolare                      | Jörg Michael Peters              |                              |
| Sede titolare di Forlimpopoli          | Forlimpopoli           | Romagna               | Arcidiocesi di Ravenna                    | Vescovo titolare                      | Robert Joseph Fisher             |                              |
| Sede titolare di Forma                 |                        | Numidia               |                                           | Vescovo titolare                      | Vacante                          | vacante dal 7 luglio 2025    |
| Sede titolare di Formia                | Formia                 | Lazio                 |                                           | Arcivescovo titolare Titolo personale | Orlando Antonini                 |                              |
| Sede titolare di Forno Maggiore        |                        | Proconsolare          | Arcidiocesi di Cartagine                  | Vescovo titolare                      | Aljaksandr Jašėŭski              |                              |
| Sede titolare di Forno Minore          |                        | Proconsolare          | Arcidiocesi di Cartagine                  | Vescovo titolare                      | Adrian Put                       |                              |
| Sede titolare di Foro Flaminio         | San Giovanni Profiamma | Umbria                |                                           | Vescovo titolare                      | Angelo Mascheroni                |                              |
| Sede titolare di Forontoniana          |                        | Bizacena              |                                           | Arcivescovo titolare Titolo personale | Dagoberto Campos Salas           |                              |
| Sede titolare di Fotice                |                        | Epiro Vecchio         | Arcidiocesi di Nicopoli                   | Vescovo titolare                      | Patrick Eluke                    |                              |
| Sede titolare di Fragonis              |                        | Egitto                |                                           | Vescovo titolare                      | Vacante                          |                              |
| Sede titolare di Frigento              | Frigento               | Campania              | Arcidiocesi di Benevento                  | Vescovo titolare                      | Dominik Schwaderlapp             |                              |
| Sede titolare di Fronta                |                        | Mauritania Cesariense |                                           | Vescovo titolare                      | Josef Grünwald                   |                              |
| Sede titolare di Fuerteventura         | Fuerteventura          | Spagna                | Arcidiocesi di Siviglia                   | Vescovo titolare                      | Vacante                          | vacante dall'8 dicembre 2024 |
| Sede titolare di Fulli                 | Staryi Krym            | Zechia                |                                           | Arcivescovo titolare                  | Vacante                          | vacante dal 16 agosto 1964   |
| Sede titolare di Fussala               |                        | Numidia               |                                           | Vescovo titolare                      | Nikolaus Schwerdtfeger           |                              |